# Norwegian International 1959
Die Norwegian International 1959 fanden in Oslo statt. Es war die fünfte Austragung dieser internationalen Titelkämpfe von Norwegen im Badminton.

## Finalergebnisse
| Disziplin    | Sieger                       | Finalist                     | Ergebnis           |
| ------------ | ---------------------------- | ---------------------------- | ------------------ |
| Herreneinzel | Bertil Glans                 | Berndt Dahlberg              | 18–14, 12–15, 15–5 |
| Dameneinzel  | Hanne Andersen               | Berit Olsson                 | 11–7, 6–11, 11–2   |
| Herrendoppel | Bertil Glans Berndt Dahlberg | Leif Jensen Bendt Rose       | 15–8, 15–2         |
| Damendoppel  | Hanne Andersen Agnete Friis  | Lisbeth Friberg Berit Olsson | 15–3, 15–1         |
| Mixed        | Leif Jensen Hanne Andersen   | Bertil Glans Berit Olsson    | 15–5, 14–18, 15–8  |